# Dacrydium cornwalliana
Dacrydium cornwalliana  — вид хвойних рослин родини подокарпових.

## Опис
Дерево 10–30 м заввишки, з подовженою щільною кроною. Молодих рослин листки довжиною до 12 мм, шириною 0,4–0,5 мм і товщиною 0,2–0,3 мм, різко загострені. Дорослих рослин листки густо розташовані, чітко загострені, 2–5 мм довжиною, шириною 0,6–0,8 мм і товщиною 0,3–0,4 мм. Пилкові шишки ≈ 12 мм в довжину і 1,8 мм в діаметрі. Мікроспорофіли ≈ 0,8 мм в довжину. Насіннєві структура стає м'ясистою і червоною при дозріванні. Насіння ≈ 5 мм довжиною.

## Поширення, екологія
Країни поширення: Індонезія (Папуа); Папуа Нова Гвінея. Утворює майже чисті поселення в заболочених лісах і, можливо, мохових вересових лісах між 1450 і 2300 м над рівнем моря.

## Використання
Деревина цього виду може локально використовуватися для будівництва традиційних будинків в селах гірських районів в західній частині Нової Гвінеї.

## Загрози та охорона
Хоча вид лише відомий з кількох колекцій і місцевостей, він зустрічається в місцях проживання, що далекі від збезлісення або інших видів землекористування. Цей вид, здається, не росте на охоронних територіях.